# Monti Čatanginskij
I monti Čatanginskij (in russo Чатангинский хребет?, Čatanginskij chrebet) sono una catena montuosa della Siberia Orientale meridionale (Territorio della Transbajkalia) che fa parte dell'altopiano Chėntėj-Daur. Si trovano nell'interfluvio dei corsi superiori dei fiumi Čikoj (affluente del Selenga) e Ingoda. Prendono il nome dal Čatanga, tributario destro del fiume Čikoj.
La catena montuosa si estende per 70 km dalle sorgenti del fiume Bolšaja Bureča a sud, fino alle sorgenti del fiume Chochrjakovskaja Anga a nord (ambedue tributari del Čikoj), dove si collega con la catena Žergokonskij. All'inizio meridionale della catena, una sella collega i Čatanginskij con il massiccio del Golec Sochondo dei monti Chėntėj.
La larghezza media della cresta è poco più di 30 km. Le altezze predominanti vanno dai 1 900 ai 2 000 m, la massima è di 2 232 m. La dorsale è composta in prevalenza da rocce di età paleozoica superiore, intruse in alcuni punti da corpi granitici di età Giurassico medio-superiore. Il rilievo è dominato da montagne medie, combinate con altopiani con un forte grado di dissezione orizzontale e verticale, completato da un gran numero di faglie. I pendii sono per lo più ripidi, con "fiumi di pietre" (kurum) e affioramenti rocciosi. Tracce delle glaciazioni pleistoceniche si sono conservate nelle valli fluviali. I principali tipi di paesaggio sono la taiga montana, la foresta prealpina e i gol'cy.